# لوئیس پرز (بازیکن فوتبال، زاده ۱۹۹۵)
لوئیس پرز (انگلیسی: Luis Pérez؛ زادهٔ ۴ فوریهٔ ۱۹۹۵) بازیکن فوتبال اهل اسپانیا است.
از باشگاه‌هایی که در آن بازی کرده‌است می‌توان به باشگاه فوتبال الچه، باشگاه ورزشی تنریف، و باشگاه فوتبال رئال وایادولید اشاره کرد.